# 루이스 길례르미
루이스 길례르미 리라 두스 산투스 (Luis Guilherme Lira dos Santos, 2006년 2월 9일 ~ )는 브라질의 축구 선수이며, 웨스트햄 유나이티드에서 미드필더로 뛰고 있다.